# Брунчаково
Брунчаково — деревня в Междуреченском районе Вологодской области.
Входит в состав Ботановского сельского поселения, с точки зрения административно-территориального деления — в Ботановский сельсовет.
Расстояние по автодороге до районного центра Шуйского — 34 км, до центра муниципального образования Игумницева — 1,5 км. Ближайшие населённые пункты — Пустошново, Шихово, Игумницево.
По переписи 2002 года население — 7 человек.